# ATS GT
ATS GT는 이탈리아의 스포츠카 제조사인 오토모빌리 투리스모 이 스포트에서 2019년부터 생산 중인 스포츠카이다.

## 사양

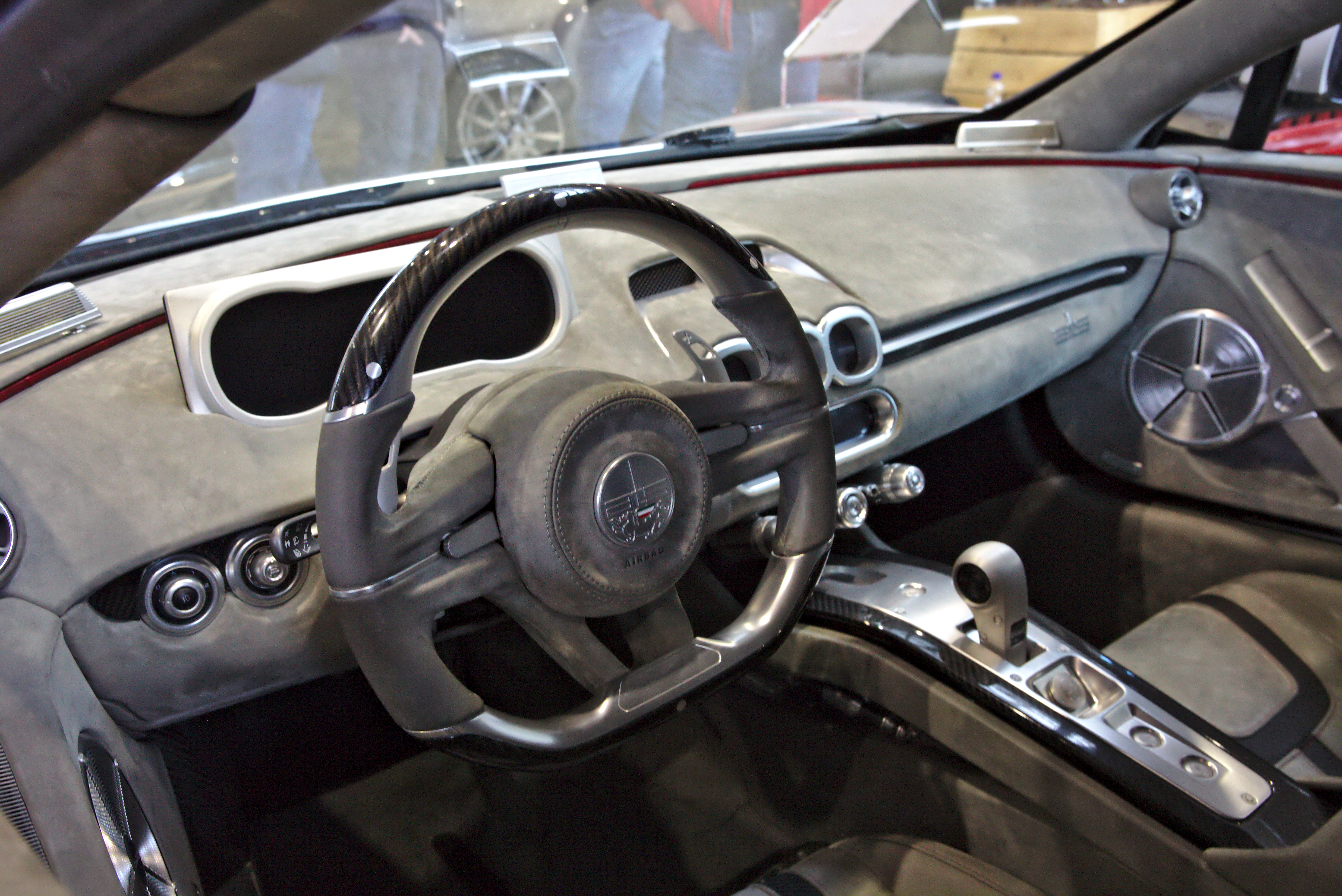
내부

차량의 전면 디자인은 턱 스포일러와 삼각형 헤드램프가 있는 2500 GT의 형태를 모방하며, 맥라렌 12C/650S를 기반으로 한 이 차량은 엔진 및 변속기와 같은 기계 구성 요소와 함께 에어 브레이크, 윙 미러 및 다이헤드럴 도어를 포함하여 기증 차량에서 많은 요소를 차용했다.차량 후면에는 탄소 섬유로 만든 불투명 엔진 커버와 둥근 테일 램프, 넓은 메시 그릴과 넓은 리어 디퓨저가 있어 디자인 언어 측면에서 원래 2500 GT와 다르다. 주목할 만한 흥미로운 디자인 요소는 차량 후면에서 시작하여 리어 쿼터 윈도우에서 끝나는 모양이다. 이 모양은 원래 2500 GT의 공기 역학적 프로필을 모방한다. 차량 측면에 숨겨진 센서가 문을 열어 기존의 도어 핸들을 제거하였다.
실내는 인체공학적 측면에 중점을 두었다. TFT 계기판에는 파워트레인, 서스펜션, 공기역학 구성 요소를 설정할 수 있는 옵션이 포함되어 있다. 차량의 인포테인먼트 시스템은 구글 지도를 활용한다. 그 외에도 무선 충전 기능과 실내 곳곳에 3mm 스피커를 배치하여 뛰어난 음질을 제공하는 프리미엄 프리마 오케스트라 하이파이 시스템 등이 눈에 뛴다. 실내는 누벅 가죽으로 마감되었으며, 고객의 사양에 맞춰 맞춤 제작이 가능하다.

## 성능
ATS GT는 3.0초 만에 0–97 km/h (0–60 mph)에서 가속하고, 9.9초 만에 0–194 km/h (0–121 mph)에서 가속하며 이론상 최고 속도는 322 km/h (200 mph)에 도달할 수 있다.

## 생산 대수
ATS는 12대의 차량을 생산한다고 발표했다. 각 차량은 고객의 사양에 맞춰 정확하게 제작되며, 두 대의 차량이 서로 비슷하지 않다.